# Rezolucija Vijeća sigurnosti UN-a 770
Rezolucijom Vijeća sigurnosti UN-a 770 , usvojenom 13. kolovoza 1992., nakon ponovnog potvrđivanja prethodnih rezolucija na tu temu, uključujući Rezoluciju 743 (1992), Rezoluciju 749 (1992), Rezoluciju 761 (1992) i Rezoluciju 764 (1992), Vijeće je upozorilo na humanitarna situacija u Sarajevu i drugim područjima u Bosni i Hercegovini.
Nakon što je utvrđeno da situacija predstavlja prijetnju međunarodnom miru i sigurnosti, rezolucija je trebala biti donesena prema Poglavlju VII Povelje Ujedinjenih naroda, prva rezolucija koja se poziva na Poglavlje VII o slučaju bivše Jugoslavije. Vijeće je zahtijevalo da sve strane i drugi zainteresirani u Bosni i Hercegovini odmah prekinu borbe, apelirajući na nesmetan i kontinuiran pristup svim logorima, zatvorima i zatočeničkim centrima za Međunarodni komitet Crvenog križa. Također je pozvao države članice, na nacionalnoj ili putem međunarodnih agencija, da olakšaju dostavu humanitarne pomoći u Sarajevo i druga područja u Bosni i Hercegovini, nadalje zahtijevajući od njih da izvješćuju glavnog tajnika Butrosa Butros-Galija o mjerama koje su poduzele.
U rezoluciji se od glavnog tajnika traži da drži situaciju pod nadzorom kako bi razmotrio moguće nove mjere za osiguranje nesmetane isporuke humanitarnih zaliha, zahtijevajući od svih strana da zajamče sigurnost Ujedinjenih naroda i drugih humanitarnih radnika u zemlji.
Rezolucija 770 usvojena je s dvanaest glasova za i bez glasova protiv, uz tri suzdržana glasa Kine, Indije i Zimbabvea.

## Vanjske poveznice
| Wikizvor | Engleski Wikizvor ima izvorni tekst na temu: United Nations Security Council Resolution 770 |

- Text of the Resolution at undocs.org